# Fausto Verdial
Fausto Verdial (Madrid, España, 11 de enero de 1933-Caracas, Venezuela, 19 de octubre de 1996) fue un actor, guionista y dramaturgo venezolano. Uno de los artistas del cine, teatro y televisión venezolana durante la década de los setenta, ochenta y noventa, perteneció al gremio de escritores independientes, participó en películas nacionales y se destacó como guionista junto a José Ignacio Cabrujas y Pilar Romero, impulsor y participante del nuevo cine de Venezuela, su talento y distintos trabajos lo llevó a ser uno de los artistas más reconocidos del país.

## Biografía
Emigró a Venezuela en la adolescencia. Su vocación artística lo llevó a incursionar en el mundo del cine, la televisión y finalmente en el teatro, donde perteneció a la camada de escritores independientes como Ana Teresa Sosa, Francisco Viloria, Blanca Sánchez y Mónica Montañez, sin embargo fue por un camino distinto, escribió sus experiencias como migrante con la obra Los Hombros de América estrenada el 19 de julio de 1991. Verdial se dejó de temores y habló al público venezolano (integrado por extranjeros, asimilados y criollos) de sus pesares, de sus dudas y de esas verdades que solamente se muestran ante el espejo de los hechos reales, también fue exitosa la obra Todos los hombres son mortales (1993), las Mujeres También (1994), Que me llamen loca (1995), dejó publicada Amor Loco (1996), todas con ambiente alegre, críticas, ironías y manejo de temas de la cotidianidad, las cuales alcanzaron notables éxitos en el público. La muerte anticipada impidió que hiciera una carrera autoral más densa. Fue un actor favorito de José Ignacio Cabrujas, además de ser un guionista para la televisión, y pudo hacer conocer su breve e importante producción dramaturgia.
«Profundo conocedor que era de las conductas humanas, Fausto exacerba las emociones y las necesidades afectivas»
Fausto Verdial perteneció también al Nuevo Cine Venezolano que se desarrolló en el principio de los setenta y alcanzó su zenit entre finales de los setenta, hasta mediados de los ochenta del siglo veinte, agrupado en los grandes del séptimo arte venezolano como: Román Chalbaud, Isaac Chocrón y José Ignacio Cabrujas.

## Como escritor y guionista
- Volver a vivir (Telenovela) RCTV, 1996, protagonizada por Gledys Ibarra, Carlos Cámara Jr. y Eduardo Serrano.
- Esa muchacha de ojos café, (Telenovela) Venevisión, 1986-1987, Alba Roversi y Carlos Olivier. Dirección: José A. Ferrara.
- María José, oficios del Hogar (Miniserie) Venevisión, 1986, episodio 1, Guion de Pilar Romero.
- Adiós Miami, (Cine), productora Doble Ele, 1983, director Antonio LLerandi, protagonizado por Gustavo Rodríguez y Tatiana Capote.
- Chao Cristina, (Telenovela) RCTV, 1983, guionista junto a José Ignacio Cabrujas y Pilar Romero, protagonizada por Marina Baura y Gustavo Rodríguez, dirección César Bolívar.
- Bienvenida Esperanza, (Telenovela) RCTV, 1983, dirigida por Renato Gutiérrez, protagonizada por Mayra Alejandra y Carlos Olivier.
- Rosalinda, (Telenovela) RCTV, 1981, protagonizada por Grecia Colmenares y Carlos Olivier.[6]
- Mi hijo Gabriel, escritores Fausto Verdial y Pilar Romero, (Telenovela) RCTV, 1981.
- El Pequeño Milagro, (Cine), 1964, director Juan Corona.[7]

## Como actor
- El día que me quieras, (Cine), 1986, escrita por José Ignacio Cabrujas y Sergio Dow, dirigida por Sergio Dow,[8] protagonizada por Jean Carlo Simancas, se transmitió en Venezuela, Colombia, Argentina y Estados Unidos.
- Una noche oriental, (Cine), 1986, escrita por José Ignacio Cabrujas y Miguel Curiel, dirigida por Miguel Curiel.[9]
- El atentado a Romulo Betancourt, (Cortometraje) Marte Televisión, 1984, original de José Ignacio Cabrujas, dirección de Humberto Morales, protagonización de Gustavo Rodríguez.[10]
- La empresa perdona un momento de locura, (Cine), 1978, escrita por Rodolfo Santana, dirigida por Mauricio Walerstein, protagonizada por Simón Díaz.
- La hija de Juana Crespo (Televisión) RCTV, 1977, escrita por José Ignacio Cabrujas y Salvador Garmendia, protagonizada por Mayra Alejandra, José Luis Rodríguez y Jean Carlo Simancas. Género dramático con contenido social.[11]
- Se solicita de muchacha de buena presencia y motorizado con moto propia, (Cine), 1977, escrita por Gustavo Michelena y dirigida por Alfredo Anzola,[12] con la actuación de Fausto Verdial junto a Víctor Cuica.

## Como director
- Mi hijo Gabriel, escritores Fausto Verdial y Pilar Romero, (Telenovela) RCTV, 1981.[13]

## Teatro
Escribió varias obras de teatro y dejó un legado que aún hoy se sigue presentando en las principales salas de Venezuela. Entre ellas tenemos Los hombros de América de 1991, y Todos los hombres son mortales dijo Simone de Beauvier ; Y las mujeres también; Que me llamen loca, presentada en 1993, 1994 y 1995 en el Teatro Las Palmas en Caracas, escrita por Fausto Verdial y dirigida por José Ignacio Cabrujas.
Otras obras fueron Simón en el año de 1983 con el montaje del grupo de teatro El Nuevo Grupo con la dirección de José Ignacio Cabrujas. En ocasión del Festival Internacional del Teatro, asimismo fue montada por César Bolívar con la empresa RCTV en el mismo año.

## Legado
En 2008 se reestrenó en el Ateneo de Caracas la obra de teatro, Todos los hombres son mortales dijo Simone de Beauvier ; Y las mujeres también; Que me llamen loca dirigida esta vez por Héctor Manrique, quien participó y trabajó junto a Fausto Verdal en esta misma obra en 1993, 1994 y 1995. Se conocieron en 1987, 
«Siempre volveré a Fausto porque es una manera de estar cerca de él. Son dos piezas escritas con la benevolencia que le caracterizó: su corrosivo sentido del humor y forma directa de comunicarse con el espectador. Hizo teatro, cine, televisión. Hablamos de uno de los hombres más completos de las tablas venezolanas»
 Asimismo desde 2013 se viene presentando la obra de teatro La Tía Chucha, monólogo interpretado por Tania Sarabia quien la protagonizó en la sala del Celarg, Teatro Principal de Caracas, Trasnocho Cultural, entre otras, en homenaje a Fausto Verdial, autor de Que me llamen loca, un monólogo de comedia escrito especialmente por Fausto para Tania Sarabia, esa actriz a la que vio evolucionar «hacia algo casi milagroso en el arte de actuar».

Verdial conoció a Sarabia en sus inicios al compartir escenario con ella por primera vez en la pieza de José Ignacio Cabrujas Acto cultural y desde entonces los unió una amistad de veinte años. En 1995, según sus propias palabras, le inventó un «modesto trono» para que ella, una reina en el quehacer teatral, se luciera. En aquella oportunidad él dijo: 
«En este espectáculo he reeditado para Tania las conversaciones de toda nuestra vida, diálogos que reinventan la realidad de unos seres que nosotros conocemos y que se los ofrecemos en la seguridad que para ustedes serán, así mismo, fácilmente reconocibles. Escribí poniendo mis cinco sentidos en Tania, en dar vida a algunos de los personajes, que entre muchos, ella puede glorificar».
 Y uno de esos personajes es la protagonista de esta aventura teatral de Tania: La tía Chucha, una señora que homenajeará sentidamente a Verdial haciéndole creer al público que el humor es una terapia. Lo valioso de esta propuesta escénica es que se mantiene parte del equipo original de hace 17 años, cuando estrenó Que me llamen loca.